# 海德沙伊德

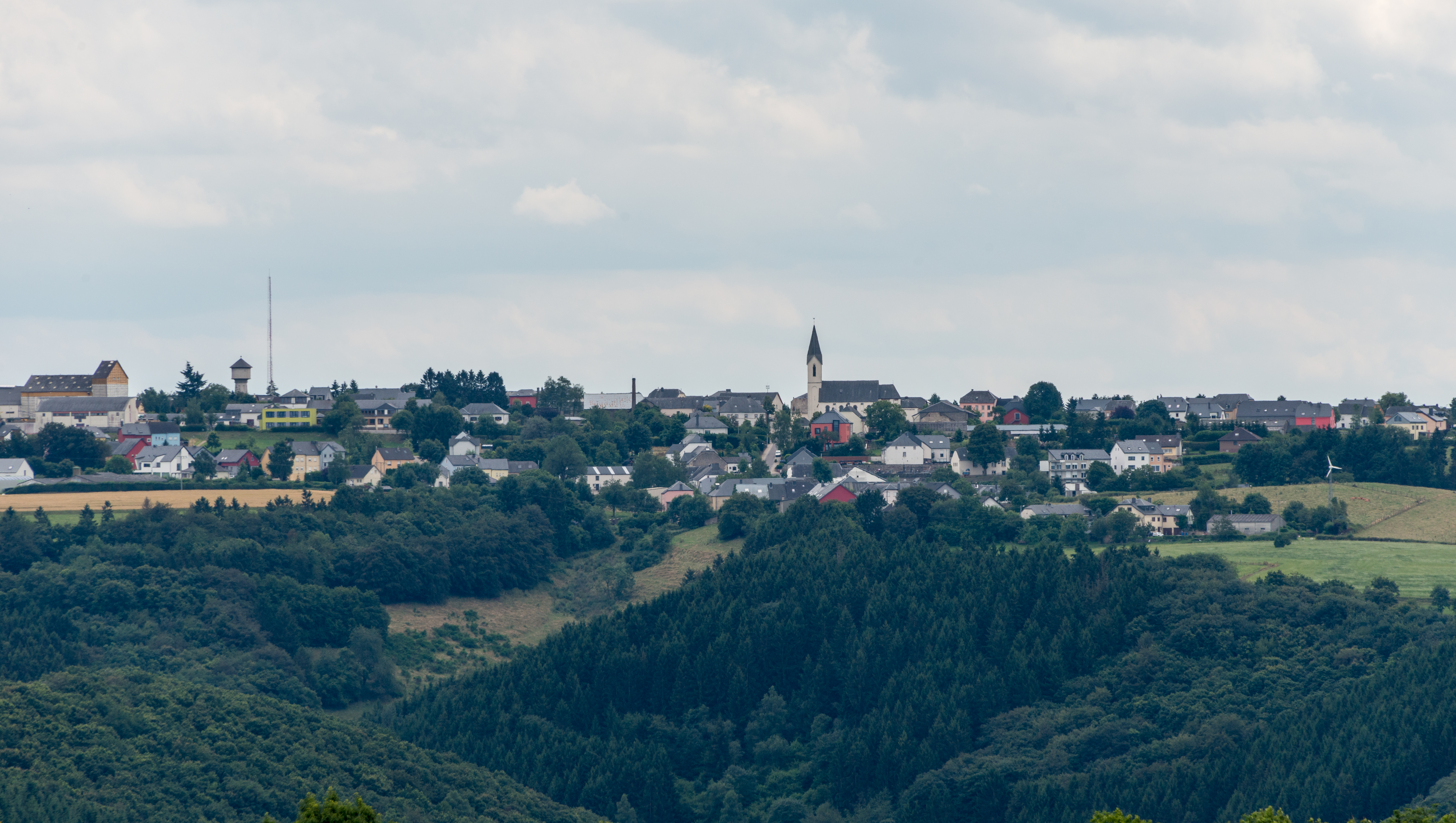
海德沙伊德一览

海德沙伊德（德语、法语：Heiderscheid）是卢森堡西北部的一个小镇，属于维尔茨县。 
2011年，海德沙伊德与诺因豪森并入市镇叙尔河畔埃施，此前海德沙伊德是一个独立的市镇。

## 旧市镇
海德沙伊德旧市镇由以下村庄组成： 
- Dirbach
- Eschdorf (曾经的行政中心)
- 海德沙伊德
- Fond de Heiderscheid
- Merscheid
- Ringel
- Tadler
- Hierheck (称地)